# Rachid Berrouas
Rachid Berrouas (ur. 28 kwietnia 1977) – marokański piłkarz, grający na pozycji defensywnego pomocnika.

## Kariera klubowa

### KAC Kénitra (2011–2017)
Przez całą swoją karierę był związany z KACem Kénitra. W zespole z Al-Kunajtiry zadebiutował 19 listopada 2011 roku w meczu przeciwko JS Massira, przegranym 3:1. Berrouas zagrał całe spotkanie. Pierwszą asystę zaliczył 17 lutego 2012 roku w meczu przeciwko Ittihadowi Khémisset, wygranym 0:1. Asystował przy golu w 51. minucie. W swoim pierwszym sezonie zagrał 15 meczów i dwa razy asystował.
W sezonie 2012/2013 rozegrał 26 meczów i raz asystował.
Pierwszego gola strzelił 29 września 2013 roku w meczów przeciwko Hassanii Agadir, zremisowanym 2:2. Do siatki trafił w 48. minucie. Łącznie w sezonie 2013/2014 zagrał 23 mecze i strzelił gola.
Statystyki Berrouasa w sezonie 2014/2015 to 29 meczów, 2 gole i 4 asysty.
Sezon 2015/2016 w wykonaniu Marokańczyka to 21 meczów, gol i 4 asysty.
W swoim ostatnim sezonie rozegrał 11 meczów i dorzucił do tego asystę.
Łącznie w Kénitrze zagrał 125 meczów ligowych, strzelił 4 gole i zanotował 12 asyst.

### Dalsza kariera (2017–)
1 lipca 2017 roku ogłosił zakończenie piłkarskiej kariery.